# باغ‌موزه دفاع مقدس (همدان)
باغ‌موزهٔ دفاع مقدس در سال ۱۳۸۹ خورشیدی در شهر همدان، خیابان پژوهش، میدان قائم، بلوار قائم، جنب دانشگاه علوم پزشکی همدان افتتاح شده‌است. این موزه زیر پوشش بنیاد حفظ آثار و نشر ارزش‌های دفاع مقدس قرار دارد و به معرفی آثار ارزشمند ۸ سال جنگ ایران و عراق اختصاص یافته‌است.